# Mirabulbus
Mirabulbus  es un género de ácaros perteneciente a la familia Pachylaelapidae.

## Especies
Mirabulbus Liu & Ma, 2001
- - Mirabulbus qinbaensis Liu & Ma, 2001
  - Mirabulbus yadongensis (Ma & Wang, 1997)